# Martina Ritter
Martina Ritter (Linz, 23 de setembre de 1982) és una ciclista austríaca. Professional des del 2014, actualment milita a l'equip Drops. S'ha proclamat diferents cops campiona nacional tant en ruta com en contrarellotge.

## Palmarès
- 2013
  -  Campiona d'Àustria en contrarellotge
- 2014
  -  Campiona d'Àustria en contrarellotge
  - 1a a la Nagrada Ljubljana TT
- 2015
  -  Campiona d'Àustria en ruta
  -  Campiona d'Àustria en contrarellotge
- 2016
  -  Campiona d'Àustria en contrarellotge
- 2017
  -  Campiona d'Àustria en ruta
  -  Campiona d'Àustria en contrarellotge
  - Vencedora d'una etapa a la Gracia Orlová
- 2018
  -  Campiona d'Àustria en contrarellotge